# 第75回NHK紅白歌合戦
『第75回NHK紅白歌合戦』（だい75かいエヌエイチケイこうはくうたがっせん）は、2024年（令和6年）12月31日放送の通算75回目のNHK紅白歌合戦。

## 放送まで
日付はいずれも2024年。
9月18日
NHKの定例会見で、開催日時と、NHKホールで開催することを発表。
10月3日より観覧募集を開始すると発表。
10月11日
司会者が発表された。
テーマが『あなたへの歌』に決定したことが発表された。
11月19日
出場歌手が発表された。このうち、氷川きよしは特別企画で出場することも発表された。
12月6日
キービジュアルが公開された。
関連番組の放送が決定し、放送日が発表された。
12月12日
坂本冬美が石川県輪島市から中継で「能登はいらんかいね」を披露することが発表された。
12月13日
紅組歌手としてこの年活動を再開した西野カナの追加出場を発表。
ラジオ司会と、恒例企画となっている副音声の「紅白ウラトークチャンネル」の出演者が発表された。
12月18日
ゲスト審査員及び審査方法（後述）が発表された。
12月19日
特別企画として、玉置浩二が出場することが発表され、歌唱曲は「悲しみにさよなら」であることも発表された。
12月20日
特別企画として、米津玄師が出場することが発表された。
12月21日
特別企画として、『追悼 西田敏行さん』を行うことが発表され、合わせて同企画に竹下景子・武田鉄矢・田中健・松崎しげるが出演し、『もしもピアノが弾けたなら』を歌唱することも発表された。
12月23日
曲目が発表された。
12月24日
放送100年 特別企画『歌って踊ろう！ KIDS SHOW』と、あなたへの歌 特別企画『ディズニーファンタジーメドレー』が行われることが発表された。
12月25日
特別企画として、B'zが出場することが発表された。
12月26日
曲順が発表された。
星野源の曲目が変更された。
12月27日
木梨憲武と所ジョージが新浜レオンの応援ゲストとして出演することが発表された。
矢野顕子が出演し、MISIAと共演することが発表された。
12月28日
声優の村瀬歩と悠木碧が、VTRナレーターを務めることが発表された。
12月29日
連続テレビ小説『虎に翼』のスピンオフドラマ『虎に翼 紅白特別編』が番組内で放送されることが発表された。

## 当日のステージ

### 前半
- オープニングでは、司会の橋本環奈、有吉弘行、伊藤沙莉が客席内のステージに登場した後、出場歌手が「切手のないおくりもの」を歌唱した[23]。
- トップバッターはME:Iが務め、曲中の「Clickポーズ」を出場歌手らと披露した[24]。
- 天童よしみは、櫓の上で出場歌手らに囲まれながら歌唱した[25]。
- こっちのけんとは、曲中の「ギリギリダンス」を出場歌手らとともに踊った[26]。
- 緑黄色社会は、第91回NHK全国学校音楽コンクール中学校の部課題曲「僕らはいきものだから」を、岩手県北上市内の中学校6校による合同チーム[注 1]とともに歌唱した[27]。
- 新浜レオンの応援には、「全てあげよう」のプロデュースをした木梨憲武（とんねるず）と、作詞・作曲をした所ジョージが駆けつけた。ステージ終盤では木梨と所が乱入し、3人で歌唱した[28]。
- 櫻坂46は、「自業自得」を14人のオリジナルメンバーで披露した[27]。三期生は初出場[29]。
- JO1のステージでは、歌唱中にハート型のボール「LOVEハート」をメンバー間で受け渡し、歌唱後に誰が持っているかを視聴者が探して投票する企画が行われた[30]。最後に「LOVEハート」を手にしていたメンバーは、川西拓実だった[31]。投票総数は55万7437票[32]。
- 乃木坂46は、グループのカラーである紫の衣装でパフォーマンスした[33]。向井葉月はこの日[34]を、与田祐希は翌年2月23日[35]をもってグループを卒業したため、これが最後の出場となった。
- 純烈は、「あなたのもとへ歌を届けに行く」企画を行った[36]。600通を超える応募の中から、群馬県多野郡神流町の女性宅をサプライズで訪問し歌唱した。この女性の母親が純烈のファンであるというが、居住地は都市へのアクセスが悪く、簡単にライブに行ける環境ではないことから、母親に純烈を会わせたいという思いで応募したという[37]。岩永洋昭は翌年3月31日をもってグループを卒業した[38]ため、今回が最後の出場となった。
- tuki.は、テレビの生放送では初めて歌唱した[39]。素顔は非公開であるため、後ろ姿が映された[40]。
- BE:FIRSTとTOMORROW X TOGETHERの曲間で、2組によるスペシャルダンスコラボレーションが披露された[41]。
- 水森かおりのステージでは、前回に引き続き36,000個のドミノを使った演出が行われた。最初のドミノをゲスト審査員の堀米雄斗が倒した後、鳥取の旅路が表現された。曲中では、ゲスト審査員の青山剛昌が鳥取県出身であることから、青山原作の『名探偵コナン』の音楽や、その主人公の江戸川コナンが登場する演出があった[42]。
- aikoのステージでは、『名探偵コナン』とのコラボレーションが行われた。曲の最後には、青山によるスペシャルメッセージとイラストが公開された[43][39]。
- 翌年放送開始から100年を迎えることから、郷ひろみはNHKのアーカイブ映像[注 2]とともに歌唱した[44][45]。

### 後半
- Creepy Nutsの歌唱時、有吉、橋本、伊藤が「BBBBダンス」を披露した[46]。
- 特別企画『ディズニーファンタジーメドレー』では、NHKホールにミッキーマウスが登場した後、この年東京ディズニーシーにオープンしたファンタジースプリングスからの映像が流れた[47]。
  - Da-iCEとME:Iはピーターパンのネバーランドから登場し、『ピーターパン』の「きみもとべるよ!」を披露した[48]。
  - 乃木坂46はアレンデール・ロイヤルバンケットから登場し[48]、エルサ風の白と水色のドレスで『アナと雪の女王』の主題歌「レット・イット・ゴー ～ありのままで～」を披露した。冒頭で井上和、中西アルノ、久保史緒里が順に歌唱した後、他のメンバーが登場した[49]。
  - 大森元貴（Mrs. GREEN APPLE）とSAKURA（LE SSERAFIM）は、ラプンツェルのランタンフェスティバルから登場した[48]。『塔の上のラプンツェル』劇中のランタンが浮かぶ空間で船が進む場面を再現しながら、主題歌「輝く未来」を歌唱した[49]。
- 坂本冬美は、この年の年始と秋発生した能登半島地震と能登半島豪雨で甚大な被害を受けた石川県輪島市の石川県立輪島高等学校から中継で登場し、集まった約300人を前に歌唱した[50]。
- 星野源は、「ばらばら」をアコースティックギターでの弾き語りで披露した。曲中の「本物はあなた わたしは偽物」という歌詞を、「本物はあなた わたしも本物」に変更して歌唱した[51]。
- TWICEの歌唱前、TWICEに憧れている後輩アーティスト[注 3]が集結した[52]。ステージでは、JIHYOが「Feel Special」の冒頭をアカペラで歌唱した[53]。
- B'zの歌唱前、連続テレビ小説『おむすび』出演者の仲里依紗、北村有起哉、麻生久美子、佐野勇斗がサプライズで登場した[54]。 B'zは「イルミネーション」を歌唱した後サプライズでNHKホールに登場し、「LOVE PHANTOM」「ultra soul」も披露した[55]。「LOVE PHANTOM」の歌唱時、30秒間稲葉浩志のマイクに音が入らないトラブルが発生した。歌唱後、鈴木奈穂子アナウンサーがトラブルについて謝罪した[56]。
- 藤井風は、 アメリカ・ニューヨークから中継で出場した。書斎のようなセットから外に繰り出し、ニューヨークの街を歩いた[57]後、マンハッタンのビル群をバックに歌唱した[58]。このパフォーマンスはワンカットで行われた[59]。
- 三山ひろしは8年連続でけん玉ギネス世界記録[注 4]に挑戦し、前回失敗した128人での記録達成に成功した。出場歌手・ゲストからは、TAEHYUN（TOMORROW X TOGETHER）、花村想太（Da-iCE）、RAN（ME:I）、新浜レオン、DJ KOO（TRF）が参加した[60]。
- 南こうせつとイルカは、紅組・白組の枠を越えたセッションを行った[61]。南は、北朝鮮による拉致被害者の救出を求めるブルーリボンバッジを胸元に着けて歌唱した[62]。
- 特別企画『追悼 西田敏行さん』では、松崎しげる、田中健、武田鉄矢、竹下景子が第32回（1981年）の西田の歌唱映像をバックに歌唱した[63]。
- 米津玄師の歌唱前、連続テレビ小説『虎に翼』のスピンオフドラマが放送された。伊藤沙莉演じる猪爪寅子から「よねさん」と呼びかけられると、米津が登場。そのまま歌唱が始まり、歌唱時には『虎に翼』の出演者がダンスで参加した[64]。
- 石川さゆりは歌唱前、この年発生した能登半島地震と能登半島豪雨の被災者に向けてメッセージを届けた[65]。
- 玉置浩二は、オーケストラとキャンドルに囲まれながら歌唱した[66]。
- 大トリのMISIAは、矢野顕子のピアノ伴奏で「希望のうた」「明日へ」を歌唱した[67]。

### 結果
ゲスト審査員・会場審査員・視聴者審査員のそれぞれで優勢な方に1ポイントを与える3ポイント制となり、全組終了後の最終審査で集計を行い2ポイントを取った方が優勝となる。
- ゲスト審査員（別記）：紅組・白組（4 - 4）
- 会場審査員（NHKホールの観客全員）：白組（873 - 1435）
- 視聴者審査員（総合テレビ・BSプレミアム4K・BS8Kの視聴者 定員なし）：白組（2,413,212 - 3,685,191）

総合結果は「白組」の優勝で、2年ぶりの優勝となった。ゲスト審査員は引き分けとなったため、紅組・白組両方に1ポイントが与えられた。
今回も前回と同様に、結果発表の前に「蛍の光」の合唱が行われた。

## 出場歌手
紅組、      白組、      特別企画、      初出場、      返り咲き。
| 曲順 | 組   | 歌手名 | 回 | 曲目                                        |
| ---- | ---- | --- | -- | ------------------------------------------- |
| OP   | OP   | 紅白出演者有志 |    | 切手のないおくりもの                        |
| 1    | 紅   | ME:I | 初 | Click                                       |
| 2    | 紅   | 天童よしみ | 29 | あんたの花道                                |
| 3    | 白   | こっちのけんと | 初 | はいよろこんで                              |
| 4    | 白   | Omoinotake | 初 | 幾億光年                                    |
| 5    | 白   | Da-iCE | 初 | I wonder                                    |
| 6    | 紅   | ILLIT | 初 | Magnetic                                    |
| 7    | 紅   | 緑黄色社会 | 3  | 僕らはいきものだから                        |
| 企画 | 企画 | ILLIT、Number_i、ME:I |    | コンピューターおばあちゃん                  |
| 企画 | 企画 | 有吉弘行、橋本環奈、伊藤沙莉 |    | だんご3兄弟                                 |
| 企画 | 企画 | MISIA |    | ビューティフル・ネーム                      |
| 企画 | 企画 | 有吉弘行、橋本環奈、伊藤沙莉、 花田ゆういちろう、ながたまや、秋元杏月、 佐久本和夢、じゃじゃまる、ぴっころ、ぽろり、 スプー、みもも、やころ、ルチータ |    | からだ☆ダンダン                             |
| 企画 | 企画 | 紅白出演者有志 |    | パプリカ                                    |
| 8    | 白   | 新浜レオン | 初 | 全てあげよう                                |
| 9    | 紅   | 櫻坂46 | 4  | 自業自得                                    |
| 10   | 白   | JO1 | 3  | Love seeker                                 |
| 11   | 白   | 山内惠介 | 10 | 紅の蝶                                      |
| 12   | 紅   | HY | 3  | 366日                                       |
| 13   | 紅   | 乃木坂46 | 10 | きっかけ                                    |
| 14   | 白   | 純烈 | 7  | 夢みた果実                                  |
| 15   | 紅   | LE SSERAFIM | 3  | CRAZY -Japanese ver.-                       |
| 16   | 紅   | tuki. | 初 | 晩餐歌                                      |
| 17   | 白   | BE:FIRST | 3  | Masterplan                                  |
| 18   | 白   | TOMORROW X TOGETHER | 初 | 5時53分の空で見つけた君と僕 [Japanese Ver.] |
| 19   | 紅   | 水森かおり | 22 | 鳥取砂丘〜紅白ドミノチャレンジSP〜          |
| 20   | 紅   | aiko | 15 | 相思相愛                                    |
| 21   | 白   | 郷ひろみ | 37 | 2億4千万の瞳 放送100年 GO!GO!SP             |

| 曲順 | 組   | 歌手名                                 | 回       | 曲目                                      |
| ---- | ---- | -------------------------------------- | -------- | ----------------------------------------- |
| 22   | 白   | Creepy Nuts                            | 初       | Bling-Bang-Bang-Born                      |
| 企画 | 企画 | Da-iCE、ME:I                           |          | きみもとべるよ!                           |
| 企画 | 企画 | 乃木坂46                               |          | レット・イット・ゴー 〜ありのままで〜     |
| 企画 | 企画 | 大森元貴、SAKURA                       |          | 輝く未来                                  |
| 企画 | 企画 | 紅白出演者有志                         |          | 星に願いを                                |
| 23   | 白   | GLAY                                   | 4        | 誘惑                                      |
| 24   | 紅   | 坂本冬美                               | 36       | 能登はいらんかいね                        |
| 25   | 白   | Vaundy                                 | 2        | 踊り子                                    |
| 26   | 紅   | 椎名林檎ともも                         | 9        | ほぼ水の泡                                |
| 27   | 白   | 星野源                                 | 10       | ばらばら                                  |
| 28   | 紅   | Superfly                               | 8        | Beautiful                                 |
| 29   | 紅   | TWICE                                  | 5        | 「TT〜Feel Special」スーパーメドレー      |
| 30   | 白   | Number_i                               | 初       | GOAT                                      |
| 企画 | 企画 | B'z                                    | 初       | イルミネーション                          |
| 企画 | 企画 | B'z                                    | 初       | LOVE PHANTOM                              |
| 企画 | 企画 | B'z                                    | 初       | ultra soul                                |
| 31   | 白   | 藤井風                                 | 3        | 満ちてゆく                                |
| 32   | 白   | 三山ひろし                             | 10       | 恋…情念〜第8回 けん玉世界記録への道〜     |
| 33   | 紅   | あいみょん                             | 6        | 会いに行くのに                            |
| 34   | 白   | 南こうせつ                             | 6        | 神田川                                    |
| 35   | 紅   | イルカ                                 | 2        | なごり雪                                  |
| 企画 | 企画 | 竹下景子・武田鉄矢・田中健・松崎しげる | [ • 23 ] | もしもピアノが弾けたなら                  |
| 36   | 紅   | 西野カナ                               | 10       | EYES ON YOU 紅白スペシャルメドレー        |
| 37   | 白   | Mrs. GREEN APPLE                       | 2        | 青と夏〜ライラック 紅白SP                 |
| 企画 | 企画 | 氷川きよし                             | 24       | 白雲の城                                  |
| 38   | 白   | THE ALFEE                              | 2        | 星空のディスタンス                        |
| 39   | 紅   | 髙橋真梨子                             | 6        | for you…                                  |
| 企画 | 企画 | 米津玄師                               | 2        | さよーならまたいつか!                     |
| 40   | 紅   | 石川さゆり                             | 47       | 能登半島                                  |
| 企画 | 企画 | 玉置浩二                               | 3        | 悲しみにさよなら                          |
| 41   | 白   | 福山雅治                               | 17       | 「ひとみ〜少年」“あなたへの歌” SPメドレー |
| 42   | 紅   | MISIA                                  | 9        | 紅白スペシャル2024                        |

脚注
1. ↑  放送100年 特別企画 『歌って踊ろう! KIDS SHOW』
2. ↑  IROHA、MOKAの2名。
3. ↑  KEIKO、SHIZUKUの2名。
4. ↑  上記4曲の歌手、内村光良、こっちのけんと、TOMORROW X TOGETHER、TWICE、BE:FIRST、Mrs. GREEN APPLE、LE SSERAFIM[70][71]。
5. ↑  欅坂46時代に過去4回出場、通算8回目。
6. ↑  過去2回は白組から出場。
7. ↑  群馬県多野郡神流町より中継。
8. ↑  メンバーのSAKURAは過去にHKT48として1回、AKB48として3回出場、通算7回目。
9. ↑  東京都渋谷区のNHK放送センターCT-102スタジオより中継。
10. ↑  あなたへの歌 特別企画『ディズニーファンタジーメドレー』
11. ↑  MOMONA、RAN、COCORO、MIU、SUZUの5名。
12. 1 2 3  千葉県浦安市・東京ディズニーシー・ファンタジースプリングスで事前収録。
13. ↑  上記3曲の歌手、ディズニーの仲間たち、ILLIT、石川さゆり、Omoinotake、郷ひろみ、櫻坂46、JO1、Mrs. GREEN APPLE、LE SSERAFIM[72]。
14. ↑  石川県輪島市・石川県立輪島高等学校体育館より中継。
15. ↑  椎名単独の出場回数。その他過去に東京事変として2回出場、通算11回目。もも（チャラン・ポ・ランタン）は初出場。
16. ↑  メンバーのうち日本出身のMINA、SANA、MOMOはMISAMOとして前回出場。
17. ↑  2曲ともに「-Japanese Ver.-」を披露。
18. ↑  過去に所属していたKing & Princeとして5回出場、通算6回目。
19. ↑   アメリカ合衆国・ニューヨークより中継。
20. ↑  過去にかぐや姫として1回出場、通算7回目。
21. 1 2  南こうせつとイルカの2人による、メドレー形式でのスペシャルセッションとして披露。
22. ↑  『追悼 西田敏行さん』
23. ↑  武田鉄矢は過去に白組歌手としてソロで1回、海援隊として4回出場、通算6回目。松崎しげるは過去に白組歌手として1回出場、通算2回目。
24. ↑  「Best Friend」「EYES ON YOU」を順に披露。
25. ↑  過去に白組歌手として22回、特別企画で1回出場。
26. ↑  ペドロ&カプリシャス時代に過去1回出場、通算7回目。
27. ↑  愛知県名古屋市東区・名古屋市市政資料館にて収録。
28. ↑  過去に白組歌手として1回出場。
29. ↑  過去に紅組の「特別応援ゲスト」として1回出演。
30. ↑  過去にソロで2回（白組1回、特別企画1回）、安全地帯として2回（白組1回、特別企画1回）出場。通算5回目。
31. ↑  過去に特別企画として1回出場。
32. ↑  「希望のうた」「明日へ」を順に披露。

### 選考を巡って
今回の選考にあたっては、「今年の活躍」「世論の支持」「番組の企画・演出」の3点の要素を中心に行なっており、「今年の活躍」ではCD・DVD・Blu-rayの売り上げ、インターネットでのダウンロード・ストリーミング・ミュージックビデオの再生回数・SNS等についての調査、有線・カラオケのリクエスト等についての調査、ライブやコンサートの実績を参考にしている。「世論の支持」については、7歳以上の全国2015人を対象にNHKが行った「ランダムデジットダイヤリング」方式による世論調査と、7歳以上の全国8000人を対象にNHKが行ったウェブアンケート調査の結果を参考にしている。
- 初出場は紅組3組、白組7組の計10組[74]。返り咲きは12組。
  - ガールズグループ・ILLITは、この年3月に発売したデビューミニアルバム『SUPER REAL ME』のタイトル曲「Magnetic」のストリーミング再生回数が4億を突破。日本でも収録曲が各チャートで23冠を達成する大ヒットになった[75]。
  - 現役女子高校生シンガーソングライターのtuki.は2023年7月にオリジナル楽曲「晩餐歌」をSNSで公開したところ爆発的なヒットを呼び、同年9月に発表したフルバージョンはこの年1月にBillboard Japan Hot 100で1位を獲得、歴代最年少でストリーミング再生1億回を達成した[76]。
  - オーディション番組『PRODUCE 101 JAPAN THE GIRLS』の合格者11人で結成されたガールズグループ・ME:Iは結成1年での初出場。4月にシングル『MIRAI』でデビューし、表題曲の「Click」のミュージックビデオが公開約4カ月で3億回再生の大注目を集めたほか、若い女性層からの人気を集めている[77]。
  - Omoinotakeはバンド結成12年、メジャーデビュー3年で目標としていた紅白出場を果たす。本年1月期のTBS系ドラマ『Eye Love You』主題歌「幾億光年」がサブスクリプションでの総再生回数が3億回を超えるヒットとなった[78]。
  - Creepy Nutsは1月に放送されたテレビアニメ『マッシュル-MASHLE-』第2期主題歌「Bling-Bang-Bang-Born」が世界的なヒットを記録した[79]。
  - こっちのけんとは5月に配信した「はいよろこんで」がTikTokなどでヒットし、サブスクリプションの総再生回数が1億3000万回を超えたほか、ダンスも流行し、この年の新語・流行語大賞にもノミネートされた。第70回（2019年）に出場した兄の菅田将暉に続いて出場する[80]。
  - Da-iCEは2021年に第63回日本レコード大賞を受賞。本年は「I wonder」のヒットで初出場を果たす[81]。
  - ボーイズグループ・TOMORROW X TOGETHERはK-POPアーティストとしては最速の日本4大ドームツアーを完走、NHKの音楽番組にも多数出演した[82]。
  - King & Princeから脱退し、ジャニーズ事務所（現：SMILE-UP.[注 7]）を退所した3人が結成したNumber_iはこの年の元日にデビュー。デビュー曲「GOAT」はミュージックビデオ再生回数が最速の3日で1000万回を達成、フルアルバムも初週で40万枚のセールスを記録している[83]。
  - 新浜レオンは若手演歌界のホープとして人気を集め、デビュー5周年のこの年は木梨憲武プロデュース・所ジョージ楽曲提供の「全てあげよう」がオリコン週間演歌・歌謡シングルランキングで25週連続トップ10入りというロングヒットとなったほか、NHKの音楽番組にも多数出演した[84]。
  - 特別企画のB'zは結成36年で初出場。連続テレビ小説『おむすび』主題歌を担当したほか、松本孝弘が『SONGS』に、稲葉浩志が『tiny desk concerts JAPAN』にソロで出演し、NHKとの関係が深まったことから、出場が実現した[85]。
- 返り咲きのうち、この年活動を再開した氷川きよしは2年ぶりの出場で、今回も紅白の枠を超えた特別企画での出場となる[86]。また、米津玄師はこの年放送の連続テレビ小説『虎に翼』の主題歌「さよーならまたいつか!」を担当し、特別企画で6年ぶりの出場が実現した[87]。特別企画以外では、この年デビュー50周年のTHE ALFEEが最長ブランク記録となる41年ぶりに出場するのを始め[88]、デビュー30周年のGLAYが25年ぶり、イルカが32年ぶり、髙橋真梨子が7年ぶりと、今回長期ブランクを経ての復活出場が多数見られたが、局関係者によれば前回視聴率が過去最低を記録したことから、「テレビを中心的に見る中高年にアピールできるような素晴らしい歌を届けられる歌手の皆さんの出場となった」としている[89][90]。
- 75歳の高橋と、出場時に74歳となるイルカ、70歳の天童よしみは紅組歌手では史上初の70代での出場となった。高橋の出場は前回での天童の記録を抜いて紅組での最年長出場記録となった[91]。
- 前回の出場歌手より不選出となったのは紅組10組、白組13組、特別企画7組の計30組[92]。
  - 紅組：新しい学校のリーダーズ、Ado、ano、伊藤蘭、JUJU、NiziU、Perfume[注 8]、milet、MISAMO[注 9]、YOASOBI
  - 白組：エレファントカシマシ、大泉洋、Official髭男dism、キタニタツヤ、さだまさし、鈴木雅之、すとぷり、Stray Kids、SEVENTEEN、10-FEET、藤井フミヤ、MAN WITH A MISSION、ゆず
  - 特別企画：ハマいく、NewJeans、クイーン+アダム・ランバート、YOSHIKI、ポケットビスケッツ&ブラックビスケッツ[注 10]、薬師丸ひろ子、寺尾聰
- 旧ジャニーズ事務所のSMILE-UP.からマネジメント業務を引き継いだSTARTO ENTERTAINMENTに所属するアーティストは前回に続き不選出。創業者ジャニー喜多川の性加害問題に関する被害者補償に進展があったとして、NHKは11月に所属タレントの番組起用再開を発表したが、NHK側から複数のグループにオファーがあったものの、STARTO社側が総合的に判断した結果、出場が見送られた[94]。制作統括・チーフプロデューサーの大塚信広は取材に対し「過程についてはお答えできない」とした上で、今後の追加出場の可能性や交渉の予定はないと断言している[95]。

### 曲目を巡って
- 石川さゆりは、第58回（2007年）から「津軽海峡・冬景色」と「天城越え」を交互に歌唱してきたが、両曲共に通算で13回歌っている事に加え、この年元日に発生した地震と9月に発生した豪雨災害で甚大な被害を受けた石川県・能登半島への思いを考慮し、この両曲ではなく「能登半島」を第54回（2003年）以来21年ぶりに披露する事になった[96]。
- 星野源は当初「地獄でなぜ悪い」を歌唱する予定だったが、「ばらばら」（デビューアルバム『ばかのうた』収録）に変更された[18]。「地獄でなぜ悪い」は同名の映画の主題歌として採用されているが、この作品の映画監督である園子温は過去に自身の性加害疑惑が報道されており[97]、曲名から性加害疑惑を連想させられるとして、一部から曲目の変更を求める意見が上がった[98][99]。NHKによると、曲目発表後の反響を受け、改めて紅白制作チームと星野サイドで協議を行い、曲目を変更したという[18]。

### 曲順を巡って
- トップバッターは紅組のME:Iが務める。2組目も紅組で、天童よしみが続く。3組目の白組トップバッターはこっちのけんとが務める[17]。
- 紅組トリは6年連続でMISIA、白組トリは5年連続で福山雅治が務め、大トリは2年連続でMISIAが務める。MISIA・福山の対決は第71回（2020年）から5年連続5回目となった。これは第14回（1963年）、第15回（1964年）、第17回（1966年）、第18回（1967年）でトリを務め、4回対決した美空ひばり・三波春夫の記録を上回る[17]。福山は白組歌手で史上初の5年連続トリ担当となる。
- 各種メディアが挙げていたトリの候補は以下の通りである。
  - スポーツ報知（2024年12月24日付） - 「MISIAの紅組トリおよび大トリが内定」[100]
  - サンケイスポーツ（2024年12月24日付） -「紅組トップバッターおよび先攻トップバッターはME:I、白組トップバッターはこっちのけんと、紅組トリおよび大トリをMISIA、白組トリを福山雅治が務めることが決定」[101]

## 司会者
- 有吉弘行（お笑いタレント、『有吉のお金発見 突撃!カネオくん』MC）
- 橋本環奈（女優、この年の下期の連続テレビ小説『おむすび』のヒロイン・米田結役）
- 伊藤沙莉（女優、この年の上期の連続テレビ小説『虎に翼』のヒロイン・猪爪（佐田）寅子役）
- 鈴木奈穂子（東京アナウンス室）
  - 橋本は3年連続3回目、有吉は2年連続2回目、伊藤、鈴木[注 11]は初担当。また、連続テレビ小説の上下両期のヒロインが揃って司会として出演するのは史上初となる[3]。

## 審査方法
今回の審査方法は前回（第74回）と同じく以下の3つで構成されており、各投票の多い組に1ポイント与えられ、3ポイント中2ポイント取った組が優勝となる。
- 8人のゲスト審査員による投票
- 会場観覧者による投票
- 視聴者による番組連動データ放送を使用した投票
  - 前回と同様に総合テレビ・BSプレミアム4K・BS8Kの視聴者（NHKプラスとワンセグでの投票は不可）を対象に行い、視聴開始で1票、その後5分連続視聴を10回繰り返すことで票が増え（テレビ1台につき最大5票）、全対戦終了後に投票する。紅白それぞれに手持ちの票を分割して投票することも可能。

ただしゲスト審査員は前回同様8人と引き続き偶数であるため、4対4で分かれた上で会場投票と視聴者投票もそれぞれ各組にポイントが与えられた場合、番組史上初の引き分け（ドロー・両組同時優勝）の可能性もありえた。　

## ゲスト出演者

### ゲスト審査員
- 上地結衣（車いすテニスプレーヤー）：2024年パリパラリンピック車いすテニス女子シングルス・ダブルスで二冠を達成。
- 横浜流星（俳優）：翌年の大河ドラマ『べらぼう〜蔦重栄華乃夢噺〜』の主人公・蔦屋重三郎役。
- 吉田恵里香（脚本家）：『虎に翼』の脚本を担当。
- 青山剛昌（漫画家）：『名探偵コナン』の作者。この年公開された映画『名探偵コナン 100万ドルの五稜星』がシリーズ歴代1位の動員数・興行収入を記録。
- 森下洋子（バレリーナ）：この年の11月に旭日重光章を受章。審査員は第52回（2001年）以来4回目。
- 堀米雄斗（スケートボード選手）：2024年パリオリンピックスケートボード男子ストリートスタイルで2大会連続金メダル。
- 河合優実（女優）：この年放送されたTBS系『不適切にもほどがある!』で好演しブレイク。翌年上期の連続テレビ小説『あんぱん』の朝田蘭子役。
- 内村光良（ウッチャンナンチャン）：『LIFE!〜人生に捧げるコント〜』座長。放送100年企画特別番組『みんなのベスト紅白』の司会。過去2回ポケットビスケッツとして出場、4回総合司会を担当したが、審査員としては初出演。当日は審査員のほか、放送100年特別企画『歌って踊ろう!KIDS SHOW』と、南こうせつとイルカによるメドレーセッションのMCも担当した[103]。

### 特別企画
- 花田ゆういちろう、ながたまや、秋元杏月、佐久本和夢：『おかあさんといっしょ』の出演者。放送100年 特別企画『歌って踊ろう！ KIDS SHOW』に出演。
- ふくろこうじ・じゃじゃまる、ふぉるてしも・ぴっころ、ぽろり・カジリアッチIII世：同じく『にこにこ、ぷん』のキャラクター。同上。
- スプー：同じく『ぐ〜チョコランタン』のキャラクター。同上。
- みもも、やころ、ルチータ：同じく『ファンターネ!』のキャラクター。同上。
- ミッキーマウス、ミニーマウス、ドナルドダック、グーフィー、デイジーダック、チップとデール、プルート、マックス：ディズニーキャラクター。『ディズニーファンタジーメドレー』に出演。
- ピーター・パン、ウェンディ：ディズニー映画『ピーター・パン』のキャラクター。同じくVTR出演。
- 仲里依紗：『おむすび』のヒロインの姉・米田歩役。B'zの曲紹介。
- 北村有起哉：同じくヒロインの父・米田聖人役。同上。
- 麻生久美子：同じくヒロインの母・米田愛子役。同上。
- 佐野勇斗：同じくヒロインの恋人・四ツ木翔也役。同上。
- 竹下景子、武田鉄矢、田中健、松崎しげる：特別企画『追悼・西田敏行さん』で「もしもピアノが弾けたなら」を歌唱。

### 企画・応援ゲスト
- 岩手県北上市立中学校6校合同チーム[注 1]：この年の『Nコン2024』中学校の部金賞受賞校[104]。緑黄色社会のバックコーラス。
- 木梨憲武（とんねるず）、所ジョージ：楽曲をプロデュースした新浜レオンの応援。
- 花柳糸之社中、アルコ&ピース、とにかく明るい安村、もう中学生：山内惠介のバックダンサー。
- もも（チャラン・ポ・ランタン）：椎名林檎とデュエット。
- SIS、ELEVENPLAY：椎名林檎のバックダンサー。
- DJ KOO、ず〜まだんけ：三山ひろしの曲中でけん玉ギネス世界記録に挑戦[注 12]。

### 演奏ゲスト
- 御陣乗太鼓保存会：坂本冬美の曲中で和太鼓の演奏。
- BOBO、Merlyn Kelly、Taking、hanna：Vaundyの演奏。
- 名越由貴夫、鳥越啓介、伊澤一葉、石若駿、村田陽一：椎名林檎とももの演奏。
- シェーン・ガラース、清、川村ケン、大賀好修：B'zの演奏。
- 東京フィルハーモニー交響楽団・大友直人：玉置浩二の演奏・指揮。
- 井上鑑、山木秀夫、高水健司、今剛、小倉博和、三沢またろう、金原千恵子、村田陽一：福山雅治の演奏。
- 矢野顕子：MISIAとのコラボレーションを担当。
- 都倉俊一：『蛍の光』の指揮。

### その他の番組担当者
- ラジオ司会：佐々木芳史、森田茉里恵（いずれも東京アナウンス室）
- テレビ放送副音声『紅白ウラトークチャンネル』：ロッチ（コカドケンタロウ・中岡創一）、赤木野々花（東京アナウンス室）
- VTRナレーター：村瀬歩、悠木碧（いずれも声優）
- 石川県輪島市・石川県立輪島高等学校体育館中継：高畠菜那（金沢放送局契約キャスター）

### 『虎に翼 紅白特別編』出演者
VTR企画。1937年（昭和12年）の年の瀬に寅子たちにある不思議な出来事が起こるという内容で話が進んでいく。
- 猪爪寅子（伊藤沙莉）
- 猪爪はる（石田ゆり子）
- 猪爪直言（岡部たかし）
- 猪爪直道（上川周作）
- 猪爪直明（三山凌輝）
- 猪爪花江（森田望智）
- 佐田優三（仲野太賀）
- 山田よね（土居志央梨）
- 桜川涼子（桜井ユキ）
- 大庭梅子（平岩紙）
- 崔香淑（ハ・ヨンス）
- 久保田涼子（小林涼子）
- 中山千春（安藤輪子）
- 轟太一（戸塚純貴）
- 花岡悟（岩田剛典）
- 小橋浩之（名村辰）
- 稲垣雄二（松川尚瑠輝）
- 玉（羽瀬川なぎ）
- 雲野六郎（塚地武雅）

## その他
- 司会者発表後の11月12日[106][107]と放送終了直後[108][109]、公式サイトとYouTube・Xで司会者4名からのコメントが公開された。
- 11月19日の出場歌手発表会見の後、公式サイトとYouTube Shorts・X[110]・LINE VOOM[111]で初出場歌手10組[注 14]からのコメントが公開された。
- 11月19日の出場歌手発表会見[122]と、12月23日の曲目・見どころ発表[123]は、公式サイトとYouTube・Xでライブ配信が行われ、アーカイブでも配信された[124] [125]。
- 11月27日、観覧応募総数が発表され、19万4337件の応募があったことが明らかとなった。当選件数は1283件であることから、倍率は151倍（当選確率は0.66%）だった[126]。
- 12月26日から30日まで、SHIBUYA109渋谷店に「紅白最新情報スポット」が開設された。ここでは大型モニターで番組の最新情報を見ることができたほか、司会と初出場歌手のサインボードが展示された。また、NHK『放送100年プロジェクト』の『みんなのベスト紅白』キャンペーンの一環として、来場者が「思い出の紅白」を投稿できる特設ボードが設置された[127]。
- 12月29日、韓国の務安国際空港にてチェジュ航空2216便事故が発生したことを受け、韓国政府は翌年1月4日までの1週間を「国家哀悼期間」に指定した。これにより、同国内ではイベントの中止や延期が相次いでいたことから、K-POPアーティスト[注 15]の出場に影響が出るとの懸念があった[128]。しかし、12月30日、全てのK-POPアーティストが予定通り出場することを表明[129]。NHKも同日、放送内容と出演者について変更の予定はないと発表した[130]。放送当日、K-POPアーティストは喪章を着けた上でパフォーマンスを披露した[131]。
- 福山雅治は、同日に神奈川県横浜市西区のKアリーナ横浜で『福山☆冬の大感謝祭 其の二十二』を開催した後、NHKホールに移動した[132]。
- SNSでの企画として、出場歌手がレシート写真機で撮影する「紅白SELFIE」と、出場歌手による「紅白絵しりとり」を実施[133][134]。「紅白SELFIE」は放送当日X[135]・Instagram[136]に、「紅白絵しりとり」は放送終了後YouTube[137]にそれぞれ公開された。
- 放送終了後、出場歌手のステージの切り抜き動画がYouTubeとXに公開された[138]。
  - YouTubeでは、今回初めて出場歌手[注 16]のチッケム[注 17]が公開された[138]。

## 視聴率
平均世帯視聴率（ビデオリサーチ調べ、関東地区）は、前半が29.0％（前回から横ばい）、後半が32.7％（前回から0.8ポイント増）で、前半は前回の歴代ワースト記録に並んだ一方、後半はわずかに上回り、ワースト2位となった。瞬間最高視聴率は23時44分、 白組の優勝が発表された場面で35.9%だった。
タイムシフト視聴率を含む総合視聴率（関東地区）は、後半が34.7%（前回から0.6ポイント増）で、前回の歴代ワースト記録を上回った。
NHKプラスでの同時視聴・見逃し配信のユニークブラウザ数は約215万で、前回の約187万から増加し歴代最多となった。
総合視聴率を元に算出された全国推計視聴人数は、平均視聴人数が前半が2,671万3千人、後半が3,008万1千人だった。到達人数は前半が4,785万1千人、後半が5,516万8千人となった。

### 歌手別視聴率
- 数字は関東地区[144]。
- 紅組、      白組、      特別企画。

| 順位 | 組 | 歌手                                   | 視聴率 |
| ---- | -- | -------------------------------------- | ------ |
| 1位  | 紅 | MISIA                                  | 35.1%  |
| 2位  | 企 | 竹下景子・武田鉄矢・田中健・松崎しげる | 34.5%  |
| 3位  | 企 | 米津玄師                               | 34.4%  |
| 4位  | 企 | B'z                                    | 34.3%  |
| 5位  | 紅 | 西野カナ                               | 34.2%  |
| 6位  | 白 | Mrs. GREEN APPLE                       | 34.0%  |
| 7位  | 紅 | 髙橋真梨子                             | 33.8%  |
| 8位  | 紅 | イルカ                                 | 33.7%  |
| 9位  | 白 | 南こうせつ                             | 33.5%  |
| 9位  | 企 | 氷川きよし                             | 33.5%  |

## 関連番組
関連番組として、以下の番組が放送された。
- 『Venue101 紅白 SPECIAL』（12月14日、総合）
- 『よるイチ紅白』（12月16日 - 30日、総合）
  - 「紅白司会プレミアムトーク!司会4人が初集結!」（12月16日）[146]
  - 「紅白司会プレミアムトーク!去年の紅白の振り返り!」（12月17日）[147]
  - 「THE ALFEE 41年ぶりの紅白!」（12月18日）[148]
  - 「高橋真梨子 7年ぶりの紅白出場!」（12月20日）[149]
  - 「氷川きよし 紅白への意気込みを語る」（12月20日）[150][151]
  - 「西野カナ 6年ぶりの紅白!復帰後初のTV歌唱!」（12月21日）[152]
  - 「玉置浩二が紅白出場!今、歌で伝えたいこととは?」（12月23日）[153][154]
  - 「ゲスト審査員!紅白ならではの豪華な顔ぶれが集結!」（12月24日）[155][156]
  - 「西田敏行さん『もしもピアノが弾けたなら』を歌い継ぐ」（12月26日）[157]
  - 「南こうせつ『神田川』×イルカ『なごり雪』 」（12月27日）[158]
  - 「B'z・米津玄師が紅白出場!」（12月28日）[159]
  - 「紅白前半の見どころをご紹介!」（12月29日）[160]
  - 「紅白後半の見どころをご紹介!」（12月30日）[161]
- 『ミュージックライン 紅白スペシャル』（12月30日、FM）
- 『もうすぐ放送100年!大みそかスペシャル』（12月31日、総合）
- 『まもなく紅白!今年もすごいぞスペシャル 2024』（12月31日、総合）
- 『あなたが選ぶ!みんなのベスト紅白 お正月スペシャル!』（2025年1月3日、総合）
- 『うたコン 2024 紅白舞台裏 SP』（2025年1月21日、総合）
- 『Venue101 紅白振り返り SP』（2025年1月25日、総合）